# Марша Гей Хардън
Марша Гей Хардън (на английски: Marcia Gay Harden) е американска актриса.

## Биография
Родена в Калифорния, Марша Гей Хардън учи драма в колежа, получава бакалавърска степен по театрално изкуство от Университета в Тексас и магистърска в Университета в Ню Йорк.  В началото, докато семейството ѝ живее в Гърция, тя проявява интерес към театъра и дори участва в няколко пиеси в Атина. След дипломирането си продължава да развива своите сценични интереси във Вашингтон.

## Кариера
Позната заради своя уникален филмов дебют, в ролята на съблазнителка в гангстерския филм на братя Коен „Проходът на Милър“ („Miller’s Crossing“, 1990), успява да грабне критиците, и да ги накара да се отрекат от нея, но винаги се потопява докрай в образите дори и да са пълна противоположност на веселия ѝ и оптимистичен характер.
Заради необикновената си способност да пресъздава широк спектър от образи Марша печели две номинации за наградата „Хелън Хейс“ за постановките „Crimes of the Heart“ и „The Miss Firecracker Contest“. „Ангели на Америка“ („Angels of America“) отвежда Хардън на Бродуей, където успехите продължават да я следват. Актрисата печели две награди „Тони“, номинация за „Drama Desk” и статуетка „Theater World” за най-добра актриса.
Макар да прави впечатляващ екранен дебют в „Проходът на Милър“, скоро я спохожда разочарование от безпощадната критика, комбинирана с поредица от творчески неуспехи. Макар и обезсърчена от провала, Марша се съсредоточава върху това не да се утвърди в Холивуд, а да усъвършенства актьорските си способности. Тя заменя драматичните роли, в които вече се е доказала, с нещо по-различно и не конкретно. Снима се в „Клуб „Първа съпруга““ (The First Wives Club, 1996) и „Да срещнеш Джо Блек“ (Meet Joe Black, 1998).
Марша Гей Хардън се чувства удобно в широкото разнообразие от роли, но тя е родена, за да успее. Признанието идва през 2000 г. с ролята в биографичния филм за Джаксън Полък - „Полък“ (Pollock, 2000), с който критиците най-накрая признават качеството на нейната работа. За ролята на музата на Полък Хардън получава и първия си „Оскар за най-добра поддържаща женска роля“.
Новото хилядолетие идва и с нови предизвикателства. Хардън продължава да експериментира с таланта си, снимайки се във филми като Gaudi Afternoon на Susan Seidelman, сериала The Education of Max Bickford (2001), телевизионния „Кралят на Тексас“ (King of Texas, 2002), адаптация по „Крал Лир“ на Шекспир, действието се развива в стария запад, а Хардън играе най-възрастната дъщеря на Джон Лир.
През 2003 г. тя отново се разделя с малкия екран, за да работи с едни от най-големите холивудски режисьори и продуценти. Участва в „Реката на тайните“ (Mystic River, 2003) на Клинт Истууд, Casa de Los Babys на новатора John Sayles и си осигурява ключова роля в „Усмивката на Мона Лиза“ (Mona Lisa Smile, 2003) на Майк Нюъл. По-късно същата година играе в „Също като Мона“, режисьорския дебют на актьора Джо Пантолиано.

## Частична филмография
- 1990 – „Проходът на Милър“ (Miller's Crossing)
- 1992 – „Уморени хора“ (Used People)
- 1996 – „Клуб „Първа съпруга““ (The First Wives Club)
- 1996 – „Шпионирай трудно“ (Spy Hard)
- 1997 – „Флабър“ (Flubber)
- 1998 – „Последен шанс“ (Desperate Measures)
- 1998 – „Да срещнеш Джо Блек“ (Meet Joe Black)
- 2000 – „Звездни каубои“ (Space Cowboys)
- 2000 – „Полък“ (Pollock)
- 2003 – „Реката на тайните“ (Mystic River)
- 2003 – „Усмивката на Мона Лиза“ (Mona Lisa Smile)
- 2004 – „Добре дошли в Музпорт“ (Welcome to Mooseport)
- 2004 – „Послепис: Обичам те“ (P.S.)
- 2005 – „Отбор за милиони“ (Bad News Bears)
- 2006 – „Американски мечти“ (American Dreamz)
- 2006 – „Измамата“ (The Hoax)
- 2007 – „Сред дивата природа“ (Into the Wild)
- 2007 – „Невидимият“ (The Invisible)
- 2007 – „Мъгла (филм“ (The Mist)
- 2008 – „Коледната къщичка“ (Christmas Cottage)
- 2009 – „Обирът на „Девицата““ (The Maiden Heist)
- 2009 – „Разбий ги!“ (Whip It)
- 2011 – „Отчуждение“ (Detachment)
- 2013 – „Паркланд“ (Parkland)
- 2014 – „Магия в полунощ“ (Magic in the Moonlight)

Телевизия
- 1992 – „Синатра“ (Sinatra)
- 1997 – „Път към Рая“ (Path to Paradise: The Untold Story of the World Trade Center Bombing)
- 2002 – „Кралят на Тексас“ (King of Texas)
- 2004 – „Опасна възраст“ (She's Too Young)
- 2008 – „Секс и лъжи в Син сити“ (Sex and Lies in Sin City)
- 2009 – „Щети“ (Damages)
- 2013 – „Нюзрум“ (The Newsroom)
- 2013–2014 – „Съпруга-трофей“ (Trophy Wife)